# Robocopy
Robocopy, або англ. «Robust File Copy», це утиліта командного рядка для реплікації (синхронізації копій), а не просто копіювання каталогів (тек). З'явилась в Windows NT 4.0 Resource Kits (Workstation та Server) та була доступна як частина Windows Resource Kit. Починаючи з Windows Vista входить до складу операційної системи, включно до Windows 10 та Windows Server 2016.
Robocopy призначена для відмовостійкого копіювання каталогів та дерев, а також створення дзеркальної копії. Може копіювати всі (або вибіркові) NTFS атрибути та властивості, альтернативні потоки та дані системи безпеки. Повторно запускається після помилок мережі, підтримує логування — тому вона має перевагу перед стандартною командою Copy.
Постачається компанією Майкрософт «as is» без гарантій та техпідтримки.